# ジョセフ・ウォーレン

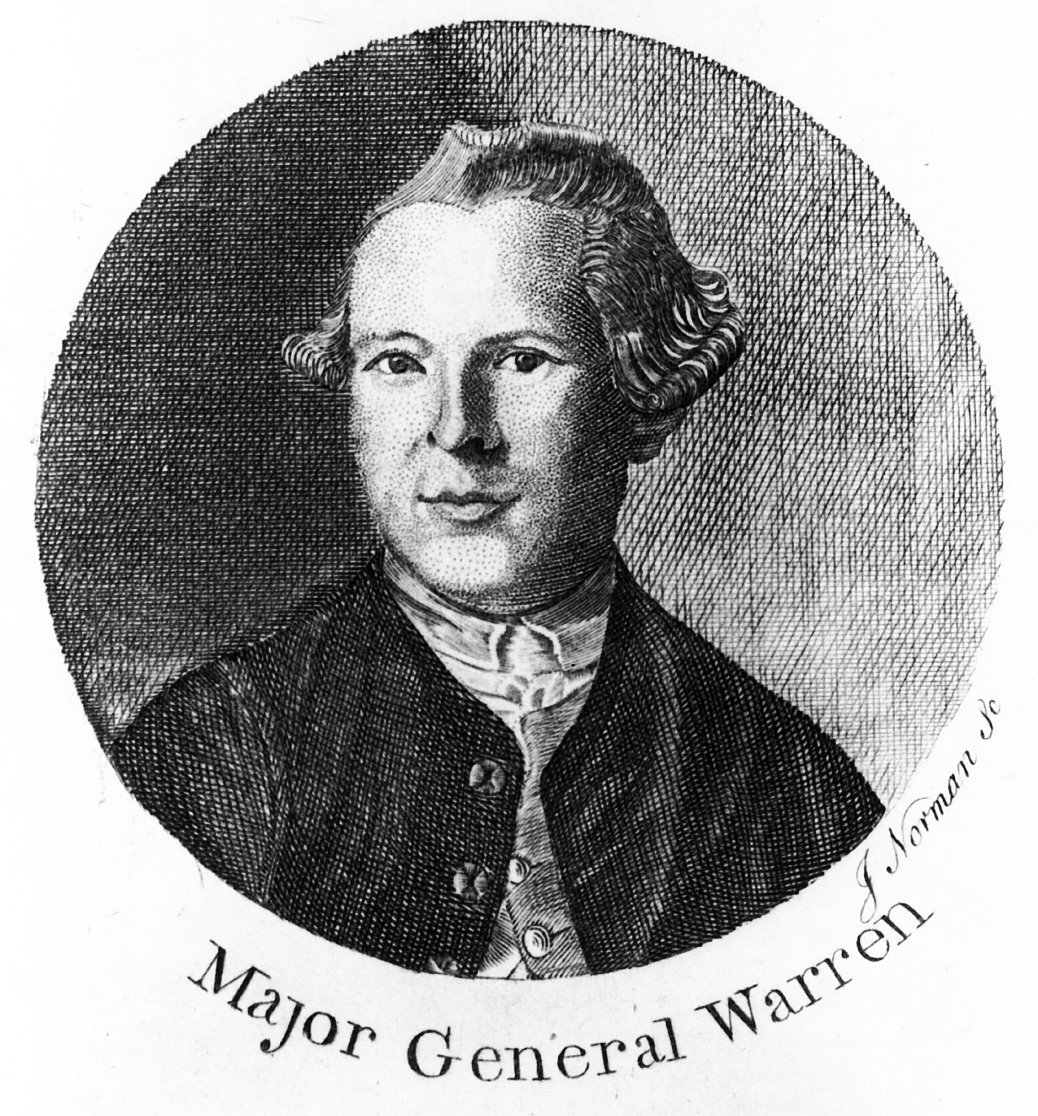
ジョセフ・ウォーレン

ジョセフ・ウォーレン（英: Joseph Warren、1741年6月11日 - 1775年6月17日）は、アメリカ、マサチューセッツ湾植民地出身の医者、軍人である。アメリカ独立戦争前はイギリスの植民地政策に反攻して立ち上がったボストンの愛国者を組織化する指導者であり、戦争が始まると革命マサチューセッツ政府の首班となっていたが、バンカーヒルの戦いに1兵卒として参加し、戦死した。

## 独立戦争前
ウォーレンは、マサチューセッツのロクスベリーで、ジョセフ・ウォーレンとメアリー・スティーブンス・ウォーレン夫妻の子として生まれた。父のジョセフは尊敬される農夫であったが、1755年10月に果樹園での集荷中、梯子から落ちて呆気なく死んでしまった。ウォーレンはロクスベリー・ラテン学校を卒業した後、ハーバード大学で医学を学び、1759年に卒業した後はラテン学校に戻って教職をしばらく務めた。ウォーレンは1764年9月6日に18歳のエリザベス・フートンと結婚したが、彼女は4人の子供を残して1772年に死んだ。
ボストンで外科医を続ける一方で、ウォーレンはフリーメイソンに入会し最終的にはグランドマスターに指名された。ウォーレンは政治活動に関わるようになり、ジョン・ハンコックやサミュエル・アダムズなど急進派の指導者達と交流した。ウォーレンは自由の息子達の活動に積極的に関わり、マサチューセッツの通信委員会では議長に選任された。ウォーレンはイギリスに対する反抗を主唱するサフォーク決議を起草し、大陸会議で承認された。ウォーレンは革命政府の最高位であるマサチューセッツ植民地議会議長に指名された。

## 独立戦争の開戦

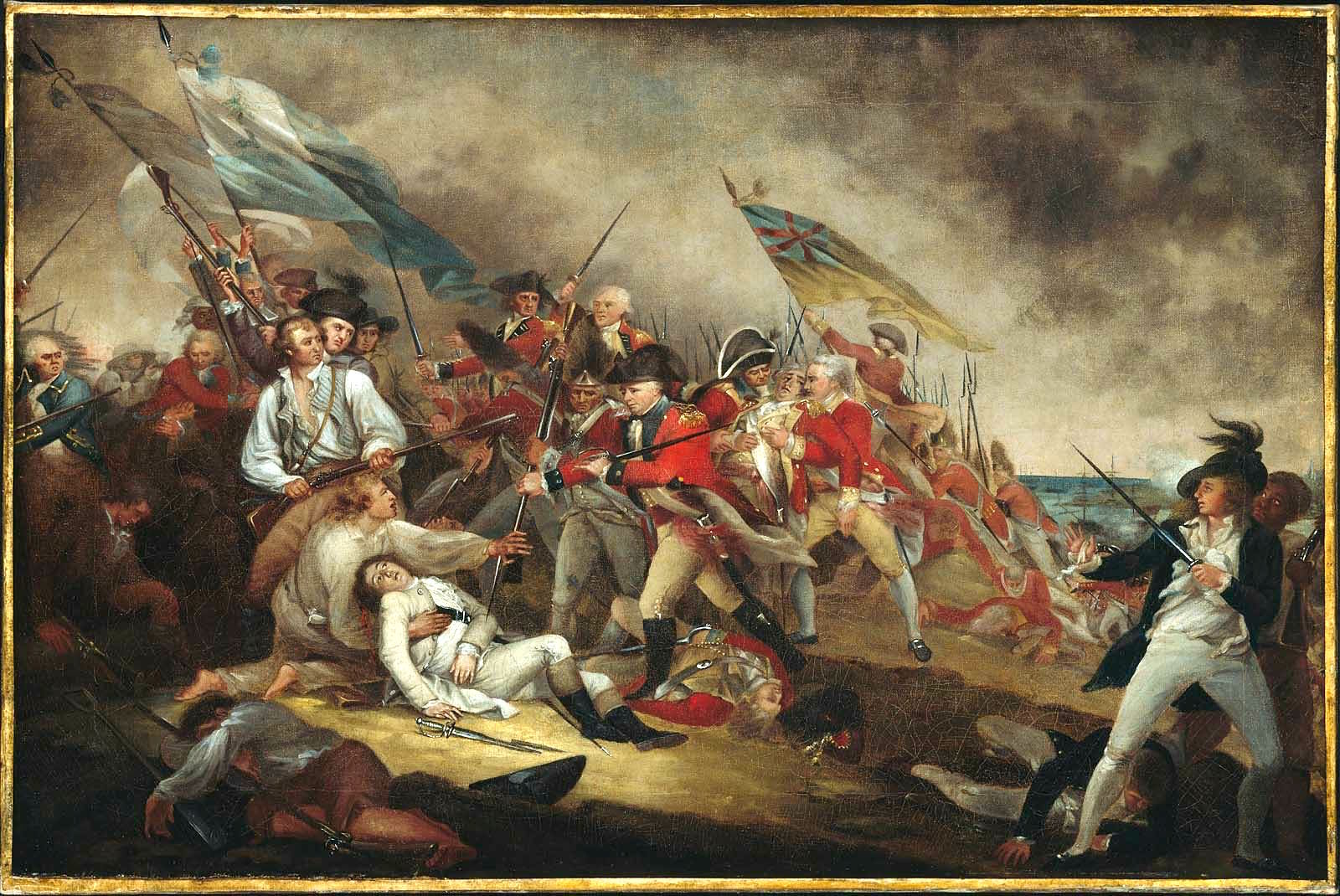
バンカーヒルの戦いでのウォーレンの戦死 by John Trumbull

1775年4月18日、ウォーレンはイギリス軍が動き始めたという報に接して、ウィリアム・ドーズとポール・リビアを有名な「真夜中の騎行」に送り出し、レキシントンとコンコードにイギリス軍の来襲を伝えた。歴史家の指摘では、この時の情報源はイギリス軍の総司令官トマス・ゲイジの妻、マーガレット・ゲイジであったという。レキシントン・コンコードの戦いに続いて、ウォーレンはウィリアム・ヒースと共にボストンに撤退するイギリス軍を攻撃する民兵を組織して率いた。ウォーレンはボストン包囲戦中も新兵の徴募と組織化に重要な役割を果たした。
ウォーレンは1775年6月14日にマサチューセッツ植民地議会から少将に指名された。しかし、この指名は3日後のバンカーヒルの戦い（6月17日）の時にはまだ有効となっていなかった。ウォーレンはイズラエル・パットナム将軍とウィリアム・プレスコット大佐に指揮官として従軍してくれるように依頼されたが、1兵卒としての従軍を申し出た。ウォーレンは前線に出て敵の攻撃を3度まで受け止め、味方を鼓舞し続けていたが、ウォーレンの姿を認めたイギリス士官によって頭を撃たれ即死した。
レキシントン・コンコードの戦いの時のオールド・ノース・ブリッジで敗北を喫していたイギリス軍大尉のウォルター・ローリーは後に、「一つ穴に他の反逆者共々あのろくでなしを放り込んだ。そこには彼と彼の扇動的信条が残っているかもしれない」と語った。ウォーレンの遺体は数ヵ月後彼の兄弟とポール･リビアによって掘り出され、彼自身が埋め込んだ義歯によって識別された。これは歯科法医学によってなされた初めての検視識別の記録となった。ウォーレンの遺体はグラナラリー墓地に埋葬された後に、1825年にはボストンのセントポール教会大聖堂に、さらに1855年にはフォレスト・ヒルズ墓地にある一族の墓に移された。
ウォーレンの銅像はボストンに2箇所ある。1つはバンカーヒル記念塔に隣接する展示小屋に、もう一つはロクスベリー・ラテン学校にある。
ウォーレンが死んだ時、その5人の子供達、ジョセフ・ウォーレン、H.C.ウォーレン、リチャード・ウォーレン、エリザベス・ウォーレン、メアリー・ウォーレンは、クィンシーのアビゲイル・アダムズの家に滞在していた。父の死を知らされた後でウォーレンの長女が遠く戦場を望んだ場所に石塚が立っている。その後子供達はベネディクト・アーノルドに財政的に援助され、後には大陸会議に引き継がれて成長した。
イギリス軍のゲイジ将軍はウォーレンの死が500名の死に相当すると言ったと思われているが、彼の死は当時の多くのアメリカ人に殉死と見られたために急進的な立場の者達を力づけることになった。
ウォーレンの名前に因んだウォーレン郡は14の州にある。バージニア州のウォーレントンも同様である。また1833年にはボストンにウォーレン砦ができた。
ウォーレンの弟、ジョン・ウォーレンはバンカーヒルの戦いやその後の戦争で軍医として従軍し、後にハーバード・メディカルスクールを設立した。